# アンリ・ショパン
アンリ・ショパン（Henri Chopin、1922年6月18日 – 2008年1月3日）は、フランスの音響詩人、音楽家。コンクリート・ポエトリーや音響詩の作品などを多く残した他、詩人、画家、デザイナー、映画監督、編集者など多岐にわたる創作活動を行っていた。

## 略歴
1922年、パリに生まれた。10代の頃から創作を始めていたが、1940年ごろ戦争が激しくなり、チェコのオロモウツに避難した。
1945年にパリに戻ったが、1948年に兵役につき、インドシナに出兵。
1968年からはエセックス州のインゲートストーンに移住。
2008年1月3日、イングランドの自宅で死去。

## 作品について
ショパンは、当時まだ珍しかったテープレコーダーによって音や人間の声を録音し、それらをスタジオで加工して実験的な音響作品や音響詩作品を作り出した。のちにはミキサーなども導入して作品を手がけた。また1963年から1974年の間、10インチレコード付きのアート・マガジン「Revue OU」の編集者としても活動し、同誌内で実験的な音響作品や前衛芸術を多く取り上げた。例えばウィリアム・S・バロウズやベルナール・エドシック、フランソワ・デュフレーヌ、ラウル・ハウスマンなどの作品が、同誌で紹介された。
その他、映像作品や絵画も残している。

## 主要な作品
- Revue OU（4CD+ブックレット）
- LE CORPSBIS & CO
- Composition い
- LA PLAINE DES RESPIRS